# エミール・ノルデ
エミール・ノルデ（Emil Nolde, 1867年8月7日 - 1956年4月15日）は、19世紀末から20世紀のドイツの画家。本名はエミール・ハンゼン（Emil Hansen）で、ノルデは出身地の地名である。
ノルデの作風は同時代のドイツ表現主義の画家たちに共通するものがあるが、彼自身は特定のグループに属することを好まず、終始独自の道を歩んだ。

## 生涯
1867年、デンマークの北シュレースヴィヒ地方のブルカルのノルデに生まれる。はじめ木彫を学び、続いてカールスルーエの工芸学校で学んだ。1899年パリに出て、アカデミー・ジュリアンに学んだこともある。1904年頃から「ノルデ」と名乗るようになる。
ノルデは1906年1月、ドレスデンのアルノルト画廊で個展を開いた。エルンスト・ルートヴィヒ・キルヒナーら「ブリュッケ」のグループの画家たちは、ノルデに自分たちのグループに参加するよう要請した。しかし、元来孤独を好む性格のノルデは、「ブリュッケ」には1年ほど所属しただけで脱退し、独自の道を歩んだ。
1909年には北ドイツのルッテビュルという村に定住し、以後『キリストの生涯』連作など宗教的な画題に取り組んだ。
ノルデの作品は原色を多用した強烈な色彩と単純化された形態が特色で、ファン・ゴッホやオセアニア美術の影響が感じられる。木版画や水彩画の名手でもあり、特に水彩は北ドイツの風景、草花などを題材にし、水彩という画材の持ち味を存分に生かしたもので、卓越した技術をもっている。
第一次世界大戦の敗戦に伴い、彼の故郷はデンマークに割譲された。また彼は弱小政党だったナチスの政策に共感するところがあり、1920年にはナチ党員となっており、ヨーゼフ・ゲッベルスは彼の水彩の花の絵を好んでいたという。
だが彼の非常に強烈な宗教画はしばしば「宗教への冒涜」「退廃芸術」という批判を浴び、ついに1937年、彼の作品はドイツ中の美術館から押収されて「退廃芸術展」に出展されさらし者にされた。ノルデはドイツ社会から非難を浴び、美術院から除名されて絵画制作や画材購入まで禁止・制限されるにいたる。
彼はこの間、極小サイズの水彩画「描かれざる絵」を秘密のうちに描きながら戦時下を過ごしていた。戦後はこれらの絵を改めて大きく描きなおす画業を再開し1956年に没した。

## 代表作
- 学者と少女（1912）（デュッセルドルフ美術館）